# Elisabetta Caffau
Elisabetta Caffau est une astrophysicienne italienne.

## Biographie
Après plusieurs années de travail comme professeur aux écoles secondaires en Italie, Elisabetta Caffau a obtenu un doctorat en astronomie d'observation de l'Observatoire de Paris en 2009. Après un postdoctorat d'un an à l'Observatoire de Paris, Elisabetta Caffau a obtenu en 2010 une bourse Gliese de trois ans au Zentrum für Astronomie de l'Université de Heidelberg.
Elisabetta Caffau a développé une méthode pour obtenir les abondances de haute précision des éléments de calculs hydrodynamiques[pas clair] en 3D (??). Avec le spectrographe infrarouge CRIRES installé au VLT de l'ESO, elle a mesuré l'abondance de phosphore de vingt étoiles froides du disque galactique pour la première fois.
Elisabetta Caffau applique sa méthode pour reconnaître les étoiles extrêmement pauvres en métaux à la multitude de spectres à basse résolution fournis par grandes études spectroscopiques comme le Sloan Digital Sky Survey. Cet outil lui a permis de découvrir en 2011 l'étoile SDSS J102915+172927, surnommée depuis  l'étoile de Caffau, une étoile naine de faible masse âgée de 13 milliards d'années, l'étoile la plus primitive connue alors, et d'en déterminer sa composition chimique. La découverte d'une étoile avec une très basse abondance de tous les éléments de C à Zn, est considérée comme une clef pour notre compréhension de la formation des étoiles et des éléments chimiques dans la prime histoire de la Voie lactée.
Le travail s'est fait au Centre d'astronomie de l'Université de Heidelberg (Zah), à l'Observatoire du Königstuhl (LSW) et à l'Observatoire de Paris du Département GEPI (?).

## Prix
Elisabetta Caffau a reçu en 2013 le prix MERAC du meilleur chercheur en début de carrière en observation astrophysique,, pour la découverte d'une étoile très primitive de faible masse dans notre galaxie, dont la composition chimique a changé nos points de vue sur la formation stellaire dans la jeunesse de la galaxie et a stimulé fort une série d'idées innovantes sur la formation des premières étoiles de l'univers primitif.